# Правосуд, Сергей Валерьевич
Серге́й Вале́рьевич Правосу́д (18 февраля 1986, Москва) — российский футболист, нападающий.

## Карьера
В 2002—2004 годах выступал за дубль ЦСКА. В основной команде дебютировал 10 апреля 2005 года в матче против «Крылья Советов», в протоколе матча был ошибочно указан как автор одного из забитых мячей, матч закончился со счётом 5:0 в пользу армейцев. В 2006 году был отдан в аренду в ярославский «Шинник», летом того же года перешёл в «Содовик». В 2007 году был арендован «Сибирью». В сезоне 2008 года выступал за хабаровский клуб «СКА-Энергия». На сезон 2009 года арендован клубом «Истра». Летом 2010 года арендован клубом «Нара-ШБФР».

## Достижения
- Чемпион России: 2005
- Обладатель Кубка России: 2005/06